# Міріан I
Міріан I або Мірван (груз. მირიანი) — третій за ліком цар Іберії з династії Фарнавазідів, якого всиновив його бездітний тесть, Саурмаг. Відомий винятково із середньовічних текстів, які йменують його «Небротіані» (народ Німрода — імовірне позначення персів). Міріану приписували укріплення Дар'яльської ущелини та придушення повстання горців у Кахетії.

## Життєпис

### Походження
Середньовічні грузинські хроніки, що розповідають про історію стародавнього Іберійського королівства, залишаються неясними щодо походження Міріана. У книзі він названий «Небротидом» разом зі своїми нащадками, що вказує на його перське походження, оскільки «Неброт» було грузинським ім'ям біблійного персонажа Німрода, міфічного предка персів. Хоча особа його батька невідома, його мати, як кажуть, була тіткою по материнській лінії дружини царя Іберії Саурмага I і сестрою перського губернатора Азербайджану.
Вахушті з Картлі та Марі-Фелісіте Броссет говорять про Міріана I як про засновника династії Небротидів в Іберії. Однак Кирило Туманов вважав, що король народився у вірменській царській династії Оронтідів (хоча остання зникла близько 200 р. до н. е.) або навіть перського Міграніда (і тому, хоча Міграніди з’явилися в історії лише в 4 столітті). Швидше за все, Міріан I був перським вельможею, його ім'я походить від середньоперського mihrbān («дружній, добрий»), або давньоперського «Miθrāpāna» («під захистом Мітри»).

### Коронація
Цар Саурмаг І наказав Міріану відправитися до Іберії, оскільки він не мав спадкоємця чоловічої статі та шукав наступника. Він запропонував йому заміж свою старшу доньку, а також провінції Гачіані та Самшвільде, південні межі королівства, з титулом ериставі («королівський намісник»). Зрештою він був формально призначений спадкоємцем престолу Саурмага I, що зробило його правління продовженням династії Фарнавазидів.

### Правління
У 162 р. до н. е. (або 159 р. до н. е. за Кирилом Тумановим) король Саурмаг I помер після довгого правління, яке тривало 75 років. Міріан вступив на престол, став третім царем Іберії, його столицею була Мцхета. Він правив у часи напружених геополітичних криз: на його південному кордоні Арташесідська Вірменія зі зростаючими амбіціями, які загрожували південним територіям Іберії, у той час як еллінські Селевкіди та парфянські Аршакіди ворогували за контроль над Близьким Сходом.